# 222e régiment d'infanterie territoriale
Le 222e régiment d'infanterie territoriale (222e RIT) est un régiment d'infanterie de l'armée de terre française qui a participé à la Première Guerre mondiale. 

## Création et différentes dénominations
Créé en 1915 comme régiment de la garnison du Havre

## Historique des garnisons, combats et batailles du222eRIT

### Première Guerre mondiale

#### Affectations
Le régiment est initialement en garnison au Havre à partir de juin 1915 puis il permute en février 1916 avec le 137e RIT. Ses trois bataillons deviennent alors des bataillons d'étapes, autonomes.

#### 1915
Créé comme régiment de la garnison du Havre.

#### 1916
Les trois bataillons deviennent des bataillons d'étapes, chargés des aménagements logistiques.

#### 1917
Le 1er bataillon devient le 5e bataillon d'étapes du 8e RIT le 8 juin 1917.

## Drapeau
Il ne porte aucune inscription.